# Riding Hero
Riding Hero (ライディング・ヒーロー?, Raidingu Hīrō) è un videogioco arcade di corse motociclistiche pubblicato da SNK nel 1990 per sistema Neo Geo. Nel 1991 uscì anche per la corrispondente console domestica, e nel 1995 per Neo Geo CD.
Si distingue per la presenza di una componente di storia e gestione del proprio personaggio, che venne variamente descritta come di ruolo, d'avventura o manageriale; la parte di guida poteva invece essere considerata poco originale. È inoltre il primo gioco per Neo Geo a supportare la modalità Multi Play, ovvero la possibilità di collegare due cabinati tra loro.
Emulazioni della versione arcade sono state pubblicate dalla Hamster Corporation per varie piattaforme moderne.

## Trama
Una delle modalità di gioco è dotata di trama. Il giocatore si trova ad affrontare, tramite un personaggio dal nome personalizzato, la carriera di un giovane motociclista a partire dalle corse clandestine fino alla 8 Ore di Suzuka.
Dopo aver acquistato la sua prima, economica motocicletta, il negoziante gli propone di sfidare un altro dilettante in uno contro uno su una strada pubblica di montagna, con una scommessa in denaro. La vittoria permetterà di accedere a un giro di piloti e scommesse sempre più impegnativi e di procurarsi moto migliori con le vincite. Dopo aver rintracciato e battuto il campione delle gare clandestine, Diamond Dave, si potrà accedere al professionismo sul circuito di Suzuka.

## Modalità di gioco
Le sequenze di guida si svolgono con la tipica visuale tridimensionale da dietro il veicolo. Vengono utilizzati tre tasti, per accelerare, per frenare e per utilizzare il turbo, che è disponibile in quantità limitata. Non c'è il cambio di marcia. A seconda dei casi si può gareggiare su circuiti con otto partecipanti oppure su strade pubbliche con un solo avversario. Quando si corre su strade pubbliche bisogna evitare anche molti veicoli di vario tipo che viaggiano nella stessa direzione, e possono esserci variazioni di altitudine. In caso di scontro in velocità la propria moto fa un ampio capitombolo (mentre l'altra moto continua come niente fosse; già all'epoca si notava il poco realismo di questo dettaglio).
È possibile affrontare il gioco tramite tre modalità:
- W.G.P. Mode (World Grand Prix) - Rappresenta una modalità classica di sola guida, in cui bisogna vincere una serie di gare su 10 circuiti del mondiale reale, arrivando al traguardo entro un determinato limite di tempo per ogni giro. Si può scegliere tra quattro moto, apparentemente diverse solo per i colori. Per passare al livello successivo è necessario anche piazzarsi fra i primi tre piloti.[2]
- Story Mode - In questa modalità si gestisce la crescita graduale di un giovane motociclista, oltre a guidare infatti il giocatore deve procurarsi avversari da sfidare per denaro, curarsi della salute e del riposo del pilota e acquistare moto sempre più performanti. Tramite una mappa ci si può spostare tra diversi luoghi dove si svolge la storia; in ogni luogo viene mostrata un'immagine statica in prima persona, con gli eventuali personaggi con cui si conversa in primo piano, e una finestra di testo (inglese o giapponese) con dialoghi e informazioni. Il giocatore fa le sue azioni tramite menù a scelta multipla.
Nella versione arcade c'è un limite di tempo generale per tutta la storia, poi è necessario un continua. Nelle versioni domestiche si può salvare il progresso su memory card.[3]
- Multi Play Mode - Permette la sfida tra due giocatori tramite due cabinati collegati tra loro. È supportato anche il collegamento tra due console domestiche, ma sono necessarie due cartucce del gioco e l'apposito cavo[3].